# 佐瀬剛

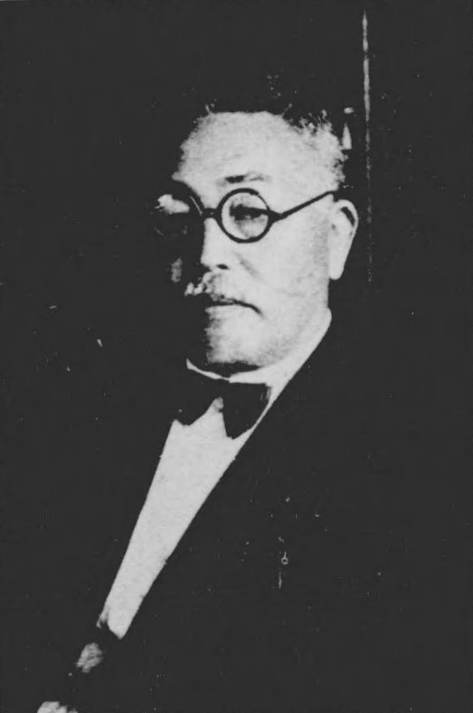
佐瀬剛

佐瀬 剛（させ ごう、1876年（明治9年）8月28日 - 1946年（昭和21年））は、明治時代後期から昭和時代前期の政治家。福島県若松市長。

## 経歴・人物
福島県出身。
1896年（明治29年）9月、福島県属となり、以後、同県信夫郡長、事務官補学務課長、社寺兵事課長、理事官、視学官、北会津郡長、安達郡長、石城郡長、農商課長を歴任。1935年（昭和10年）2月22日に福島県若松市長に就任した。